# کامیلا-۱۰
کامیلا-۱۰ (به لاتین: Comilla-10) یک منطقهٔ مسکونی در بنگلادش است که در ناحیه کومیلا واقع شده‌است.